# ميغيل رودريغيز (عالم)
ميغيل رودريغيز (بالإنجليزية: Miguel Rodríguez)‏ هو عالم أمريكي، ولد في 1952 في سانتورس ‏ في الولايات المتحدة.